# H̱
Cette page contient des caractères spéciaux ou non latins. S’ils s’affichent mal (▯, ?, etc.), consultez la page d’aide Unicode.
H̱ (minuscule : ẖ), appelé H macron souscrit, est un graphème utilisé dans la romanisation DIN 1460 du cyrillique, certaines romanisations GENUNG ou BGN/PCGN, et dans la romanisation Yaghoubi du pachto.
Il s'agit de la lettre H diacritée d'un macron souscrit.  Il n’est pas à confondre avec le H trait souscrit ‹ H̲, h̲ ›.

## Représentations informatiques
Le H macron souscrit peut être représenté avec les caractères Unicode suivants :
- précomposé (latin étendu additionnel)[1] :

| formes    | représentations | chaînes de caractères | points de code | descriptions                              |
| --------- | --------------- | --------------------- | -------------- | ----------------------------------------- |
| minuscule | ẖ               | ẖ                     | U+1E96         | lettre minuscule latine h macron souscrit |

- décomposé (latin de base, diacritiques) :

| formes    | représentations | chaînes de caractères | points de code | descriptions                                          |
| --------- | --------------- | --------------------- | -------------- | ----------------------------------------------------- |
| capitale  | H̱               | H◌̱                    | U+0048 U+0331  | lettre majuscule latine h diacritique macron souscrit |
| minuscule | ẖ               | h◌̱                    | U+0068 U+0331  | lettre minuscule latine h diacritique macron souscrit |